# Katarzyna Borowicz
Katarzyna Weronika Borowicz (ur. 28 czerwca 1985 w Ostrowie Wielkopolskim) – Miss Polonia 2004, dziennikarka i bizneswoman.

## Życiorys

### Edukacja
Studiowała kulturoznawstwo w Wyższej Szkole Nauk Humanistycznych i Dziennikarstwa w Poznaniu.

### Kariera
W 2004 zdobyła tytuł Miss Polonia, na gali została też uznana za Miss Publiczności, Miss Max Factor i Miss Webmasters. Reprezentując Polskę, zdobyła tytuł III wicemiss World 2004 oraz została okrzyknięta Queen of Europe 2004. W 2005 zdobyła tytuł II Wicemiss Wody, a rok później została III Wicemiss Europe 2006.
W maju 2007 rozpoczęła pracę w oficjalnym kanale telewizyjnym piłkarskiej drużyny Lech Poznań (Lech TV) jako prowadząca autorski program Babskim okiem. W 2011 wcieliła się w główną bohaterkę kampanii informacyjnej Polskiego Czerwonego Krzyża Poznaj Alę, uświadamiającej ryzyko zarażenia HIV i Zespół nabytego niedoboru odporności.
Przez lata pracowała dla włoskiej telewizji, a później przeniosła do Emiratów Arabskich, gdzie pracował jej mąż. Odniosła tam sukces w biznesie, zaczynając od sprzedaży szczotek do włosów.